# Droga ekspresowa S47 (Polska)
Droga ekspresowa S47 – była planowana droga ekspresowa na odcinku drogi krajowej nr 47 pomiędzy Rabką-Zdrój a Zakopanem.

## Historia
29 września 2001 drogę wpisano w Rozporządzeniu Rady Ministrów w sprawie ustalenia sieci autostrad, dróg ekspresowych oraz dróg o znaczeniu obronnym, planowana jako droga ekspresowa na całym odcinku dotychczasowej DK47. Projekt nowej drogi nie uzyskał aprobaty mieszkańców wsi znajdujących na trasie planowanej inwestycji. W następnym rozporządzeniu Rady Ministrów z 26 sierpnia 2003 r. zrezygnowano z budowy drogi ekspresowej S47.